# La sembradora
La sembradora é uma telenovela mexicana, produzida pela Televisa e exibida em 1965 pelo Telesistema Mexicano.

## Elenco
- Maricruz Olivier - Mercedes
- Rafael Llamas - Horacio
- Carlos Navarro - Eugenio
- Graciela Doring - Inés
- Patricia Morán - Amanda
- Fedora Capdevilla - Matilde
- Fernando Mendoza - Juan
- Alicia Montoya - Petra
- Gloria Estrada - Dueña de la pensión
- Alberto Galán - José
- Tara Parra - Amapola "Ama"
- Ismael Valle - Faustini